# 英國多佛爾移民中心汽油彈襲擊事件
2022年10月30日，多佛移民中心遭到汽油彈襲擊。 

## 攻擊
大約上午11點20分左右，一名身穿格子襯衫的男子駕駛一輛白色私家車到移民中心外，並下車向中心投擲了三枚汽油彈，其中一枚未能點燃。  路透社的一名攝影師目睹了這次襲擊。 
據目擊者稱，襲擊者隨後開車到加油站自殺。  
警方表示，兩至三個燃燒物被扔進了中心，調查正在進行中。 他們無法確認襲擊者是否自殺。 
軍方拆彈小組前往襲擊現場和加油站檢查可疑車輛。 